# Spazio tempo (singolo)
Spazio tempo è un singolo del cantautore italiano Francesco Gabbani, pubblicato l'11 novembre 2021 come secondo estratto dal quinto album in studio Volevamo solo essere felici.

## Descrizione
Il brano è stato appositamente composto per la serie tv Un professore diretta da Alessandro D'Alatri: è la sigla della serie ed è ricorrente nella colonna sonora.

## Video musicale
Il video, diretto da Matteo Bruno Bellesia e girato nel chiostro del Collegio Villoresi di Monza, è stato pubblicato il 25 novembre 2021 attraverso il canale YouTube del cantautore. Nella clip Gabbani canta la canzone mentre si susseguono scene tratte dalla serie televisiva che vede protagonisti Alessandro Gassman, Claudia Pandolfi, Nicolas Maupas e Damiano Gavino.

## Tracce
Testi di Francesco Gabbani e Pacifico, musiche di Francesco Gabbani.
1. Spazio tempo – 3:31

## Classifiche
| Classifica (2024) | Posizione massima |
| ----------------- | ----------------- |
| Italia            | 45                |